# موسیقی کوچه‌بازاری

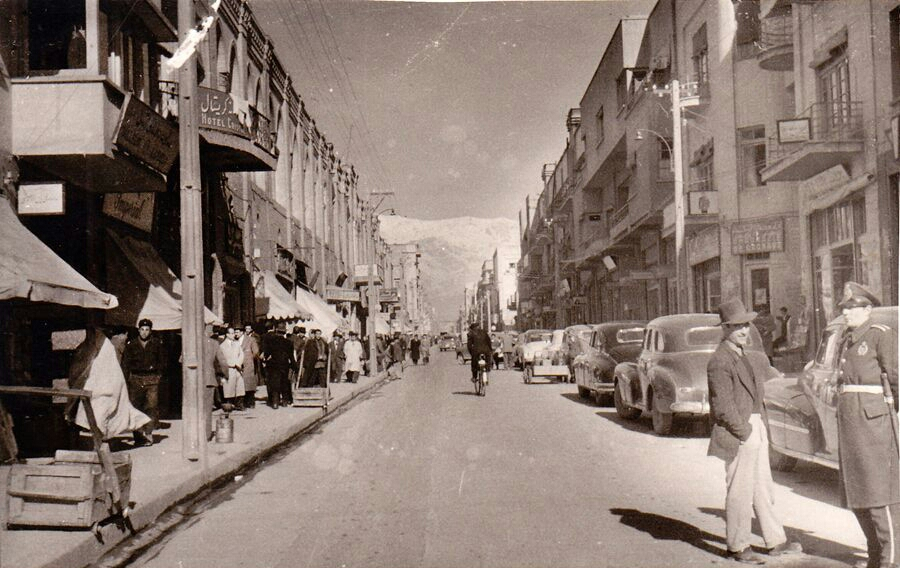
لاله‌زار، محل تولد موسیقی کوچه‌بازاری

موسیقی کوچه‌بازاری مجموعه‌ای از آثار موسیقی قدیمی ایرانی است که با توجه به رشد موسیقی در اواخر دههٔ ۱۳۳۰ خورشیدی در خیابان لاله‌زار تهران شکل گرفت.
دلیل اصلی اختصاص نام «کوچه‌بازاری» بر روی این سبک موسیقی، این بود که آوازهای این سبک در بازار و کوچه‌های محلی لاله‌زار با صدای سوزدار خوانده می‌شد. به باور سجاد عزیزی آرام: «اصطلاح کوچه بازاری، اصطلاح بدی نیست؛ ما ژانر موسیقی عامه‌پسند داریم و راک جزیی از موسیقی عامه‌پسند است. موسیقی کوچه‌بازار برخاسته از مردم است نه آنکه خواننده در خیابان می‌خواند.»
موسیقی کوچه‌بازاری بیشتر با سازهای عود (بربط)، تنبک، فلوت، تمپو، سنتور، ویولن، کمانچه، تار، چنگ، قانون، آکاردئون و شکلی از سبک موسیقی عربی درآمیخته است و به آن شرقی خوانی (شرقی خونی) نیز گفته شده است. زادگاه این سبک بازار خیابان لاله‌زار بود که مورد توجه عموم قشر کارگر و طبقهٔ پایین و متوسط جامعه قرار گرفت. کسی که بیش از دیگر خوانندگان به این سبک جان بخشید، قاسم جبلی بود.
این سبک در کافه‌های لاله زار اجرا داشت؛ در صورتی که در کاباره‌های درجه یک خیابان پهلوی (ولیعصر) به‌ندرت چنین سبکی قابل اجرا بود؛ چرا که قشر مرفه به آهنگ‌های پاپ و راک و جاز علاقهٔ بیشتری داشت. در آن زمان، این سبک تحولی در موسیقی سنتی ایران بود؛ زیرا گوش موسیقاییِ شنوندهٔ ایرانی از نوای موسیقی سنتی و آوازهای همراه تحریر (چهچهه) خسته شده بود و نیاز به شادی بیشتری برای گوش دادن داشت؛ ولی در عین حال، در آن بیشتر سوز و غم با نوای موسیقی‌ای شاد و تنبک همراه بود. نکتهٔ قابل توجهی که این موسیقی به دنبال داشت این بود که چون اکثر این آهنگ‌ها در کوچه‌بازارهای لاله‌زار اجرا می‌شد و اغلب کمتر در قالب آلبوم منتشر می‌شدند، عمر کوتاهی داشتند و با رسیدن انقلاب ۱۳۵۷ و بسته شدن کافه‌های لاله‌زار، این سبک از بین رفت.

## خوانندگان

### دهه ۳۰
| خواننده       | نام حقیقی            | تاریخ تولد     | تاریخ فوت        | توضیحات |
| ------------- | -------------------- | -------------- | ---------------- | --- |
| قاسم جبلی     | ابوالقاسم جبلی       | ۱۵ آذر ۱۳۰۵    | ۳ اسفند ۱۳۹۱     | یکی از بنیان‌گذاران این سبک که تاثیر زیادی در خلق و رواج این موسیقی داشت.فعالیتش را در اوایل دهه ۳۰ شروع و تا دهه ۵۰ ادامه داد.او در ابتدا در رادیو خوانندگی می‌کرد و آهنگساز اکثر آثارش،ابراهیم سلمکی بود.                                                                     |
| مهوش          | معصومه عزیزی‌ بروجردی | زمستان ۱۲۹۹    | ۲۶ دی ۱۳۳۹       | یکی از تاثیرگذارترین زنان این سبک بود.فعالیتش را در سال ۱۳۲۴ با خوانندگی در جشن‌ها آغاز کرد و پس از کودتا ۲۸ مرداد ۱۳۳۲ فعالیتش را در کافه‌های لاله‌زار و رادیو نیرو هوایی ادمه داد.آهنگساز بیشتر ترانه‌های وی،همسرش،بهرام حسن‌زاده بود.لقب مهوش،مریلین مونروی ایران بوده است.     |
| حسین همدانیان | حسین خسروی           | ۱۳۰۲           | ۱۶ آبان ۱۳۷۸     | نوازنده تنبک و خواننده ترانه‌های روحوضی و عامیانه.او یکی از اولین خوانندگانی بود که با رادیو همکاری داشت و در ارکستر برخی خوانندگان مشهور به عنوان نوازنده تنبک حضور داشت.همدانیان اولین خواننده ترانه‌های بابا کرم و مبارک‌باد بوده است.                                        |
| آفت           | ملوک مهر‌آرا          | ۱۳۱۲           | ۲۰ دی ۱۳۸۶       | او به همراه مهوش جزو زنان پیشگام این سبک بود.فعالیتش را در تئاترهای لاله‌زار آغاز کرد و پس از آن به کافه‌های آنجا و رادیو نیرو هوایی راه یافت.آفت با لقب بلبل شرق شناخته می‌شد.او رقیب و همینطور بهترین دوست مهوش بود.عمده همکاری آفت با فتح‌الله ریاحی و منوچهر گودرزی بوده است. |
| منوچهر شفیعی  | _                    | نامعلوم        | نامعلوم          | پدر او در خوانندگی و نوازندگی مهارت داشت.منوچهر از کودکی به موسیقی علاقه‌مند بود و در اوایل دهه ۳۰ فعالیتش را آغاز کرد.او در رادیو با شاپور نیاکان همکاری داشت.شفیعی تا اوایل دهه ۴۰ به طور جسته گریخته فعالیت داشت.                                                           |
| روحپرور       | مریم جمال‌خرم         | ۳۱ شهریور ۱۳۱۱ | ۱۲ دی ۱۳۶۶       | فعالیتش را در اوخر دهه ۲۰ با رادیو نیرو هوایی آغاز کرد.او بعدا در کافه‌های لاله‌زار برنامه اجرا کرد و به دلیل صدای قدرتمند،لقب ام‌کلثوم ایران را به خود اختصاص داد.در دوران فعالیتش در دهه ۳۰ بیشتر با منوچهر گودرزی همکاری داشت.                                                |
| هوشنگ شوکتی   | _                    | ۱۳۱۰           | نامعلوم          | فعالیش را در اوایل دهه ۳۰ با رادیو شروع کرد و بیشتر با شاپور نیاکان همکاری داشت.او به همراه قاسم جبلی و منوچهر شفیعی جزو خوانندگان پیشگام این سبک بودند.شوکتی دایی فرزانه کابلی بود.                                                                                          |
| شیرین         | نامعلوم              | نامعلوم        | نامعلوم          | فعالیتش را در سال ۱۳۳۰ در رادیو نیرو هوایی آغاز کرد و تا اوایل دهه ۴۰ فعالیت خود را ادامه داد.شیرین ترانه‌های عامیانه زیادی ضبط کرد.عمده فعالیت او با رضا گلشن‌راد بود. |
| بهرام سیر     | _                    | ۱۳۰۴           | ۱ آذر ۱۳۸۷       | سیر فارغ‌التحصیل هنرستان ملی موسیقی بود.در ابتدای فعالیتش در این سبک فعالیت داشت و با شاپور نیاکان همکاری می‌کرد.او سپس به جمع خوانندگان موسیقی اصیل ایرانی پیوست. |
| نرگس          | پریدخت منوچهری       | نامعلوم        | در قید حیات است. | فعالیت خود را در اواسط دهه ۳۰ و با رادیو نیرو هوایی آغاز کرد.پس از مدتی به رادیو تهران راه یافت و در آنجا فعالیتش را ادامه داد.همکاری‌های متعدد او با ابراهیم سلمکی به ازدواج این دو منجر شد؛این دو نفر پس از ۳۰ سال زندگی مشترک جدا شدند.                                     |
| جعفر پورهاشمی | _                    | ۴ شهریور ۱۳۰۵  | ۳۰ تیر ۱۳۸۰      | آهنگساز،نوازنده،ترانه‌سرا و خواننده.او موسیقی اصیل ایرانی را زیر نظر علینقی وزیری فرا گرفت.پورهاشمی در فیلم‌های متعددی به‌عنوان آهنگساز یا خواننده حضور داشت و برای بسیاری از خوانندگان کوچه‌بازاری،آهنسازی یا ترانه‌سرایی کرد.                                                    |
| مهرنوش        | نامعلوم              | نامعلوم        | نامعلوم          | مهرنوش در سال ۱۳۳۴ چند صفحه گرامافون در کمپانی صفحه پرکنی شهرزاد ضبط کرد.آهنگساز اکثر آثار او مرتضی گرگین‌زاده بود. |
| مهدی مصری     | _                    | نامعلوم        | نامعلوم          | مهدی مصری یکی از خوانندگان ماهر در خواندن تصانیف ضربی بود.او فقط یک صفحه گرامافون ضبط کرد؛که شما دو ترانه است:مبارک باد و سرم سرم. |
| ناشناس        | نامعلوم              | نامعلوم        | نامعلوم          | در بین صفحات کمپانی شهرزاد،یک صفحه وجود دارد که یک خواننده خانم ناشناس،دو ترانه کوچه‌بازاری خواننده است.نام این ترانه‌ها غزل و شوهر من هستند. |